# Det Danske Kriminalakademi
 Der er for få eller ingen kildehenvisninger i denne artikel, hvilket er et problem. Du kan hjælpe ved at angive troværdige kilder til de påstande, som fremføres i artiklen.

Det Danske Kriminalakademi er en forening til udbredelse og fremme af god spændingslitteratur i Danmark. 

## Baggrund
Udgangspunktet var en gruppe krimiinteresserede forfattere og kulturjournalister, der mødtes i antikvariat Pinkerton i København bl.a. Tage la Cour, Harald Mogensen, Dan Turéll, Per Calum, Bo Tao Michaëlis, Annelise Schønnemann og Bjarne Nielsen. De kaldte sig Pinkerton-kredsen og udgav hæfter om klassisk krimiforfattere som Raymond Chandler. Det udviklede sig til tidsskrift – "Pinkerton. Tidsskrift om spændingslitteratur". 
Akademiet blev stiftet ved et møde i Tivoli Hallen den 15. november 1986 med Bjarne Nielsen som formand, Kirsten Holst som næstformand, Per Calum som sekretær og Frants Gundelach som kasserer.
Det uddeler årligt Palle Rosenkrantz Prisen til årets bedste krimiudgivelse på dansk, Harald Mogensen-prisen for årets bedste danske krimiudgivelse, Det Danske Kriminalakademis debutantpris for bedste danske debut indenfor genren samt Tage la Cour-diplomet, som gives til en forfatter eller skribent, der har formået at dokumentere kriminelle forhold fra virkeligheden på en vedkommende, lødig, kvalitesbetonet og velskreven vis.   

## Ekstern henvisning
- Det Danske Krimiakademis netsted Arkiveret 27. maj 2017 hos  Wayback Machine